# Adinaefiola pfefferi
Adinaefiola pfefferi is een inktvissensoort uit de familie van de Sepiolidae. De wetenschappelijke naam van de soort werd voor het eerst geldig gepubliceerd in 1921 door Grimpe als Sepiola pfefferi.